# Monique Velzeboer
Monique Cornelia Annamaria Velzeboer (Oud Ade, 18 ottobre 1969) è una fotografa ed ex pattinatrice di short track olandese.

## Biografia
Sia la sorella Simone Velzeboer che il fratello Mark Velzeboer sono stati pattinatori di short track, entrambi hanno gareggiato ai Giochi olimpici di Albertville 1992. Anche le nipoti (figlie di Mark) Xandra e Michelle Velzeboer, sono divenute pattinatrici di caratura internazionale.
Ai Giochi olimpici invernali di Calgary 1988, vinse una medaglia d'oro, una d'argento ed una di bronzo, quando lo short track fu presentato come sport dimostrativo.
La sua carriera agonistica si concluse anticipatamente a causa di un grave infortunio, accaduto durante una sessione di allenamento a Font-Romeu, in vista dei Giochi olimpici di Lillehammer 1994: cadde, si spezzò i polsi e divenne paraplegica.
Dopo lunghi mesi di recupero fisico e psicologico, ha iniziato a dedicarsi con successo alla fotografia. Ha creato la fondazione Monique Velzeboer con lo scopo di raccogliere fondi, tramite il ricavato della vendita di foto, calendari e cartoline, da devolvere in beneficenza al fondo Liliane, che si occupa di bambini con disabilità dei paesi in via di sviluppo.

## Palmarès
- Giochi olimpici
- Calgary 1988: oro nei 500 m; argento nei 1.500 m; bronzo nei 1.000 m;